# Самостална муслиманска јединица Меша Селимовић
Самостална муслиманска јединица Меша Селимовић је била јединица у саставу 1. крајишког корпуса Војске Републике Српске, са сједиштем у Дервенти.

## Историја
Јединица је формирана у августу 1992. године у селу Кулина код Дервенте на иницијативу Исмета Ђухерића, резервног капетана ЈНА, а уз помоћ генерала Бошка Келечевића и тадашњег пуковника Славка Лисице, команданта Тактичке групе 3 ВРС. Била је величине чете и бројала око 120 људи, углавном муслиманске народности, уз одређени број Хрвата и Срба. Јединица се налазила у саставу Дервентске бригаде и била је позната под именом - чета „Меша Селимовић“.
Јединицом је до јануара 1993. командовао капетан Исмет Ђухерић, након чега се демобилисао. На командном мјесту замијенио га је Нусрет Диздаревић који је наставио водити јединицу све до краја рата. Јединица је прошла сва бродска и дервентска ратишта, а учествовала је и у борбама око Теслића, Тешња, Вучијака, Маглаја и Завидовића. Највећи дио припадника ове некадашње јединице и данас живи у Броду, Дервенти и Прњавору.